# Волгарица (деревня)
Волгарица — деревня в составе Опаринского района Кировской области. 

## География
Находится на расстоянии примерно 53 километра по прямой на юг-юго-запад от районного центра поселка Опарино.

## История
Деревня известна с 1859 года, когда в ней было учтено дворов 8 и жителей 57, в 1926 26 и 131, в 1950 29 и 83, в 1989 году 50 жителей. После Столыпинской реформы в среднем и верхнем течении речки Волгарицы и по ее притокам возникли десятки хуторов, где поселились крестьяне из Белоруссии, Вологодской губернии и перенаселенных районов Вятской губернии. До 2021 года входила в Стрельское сельское поселение Опаринского района, ныне непосредственно в составе Опаринского района.

## Население
Постоянное население  составляло 11 человек (русские 100%) в 2002 году, 1 в 2010.